# BBC Radio Guernsey
BBC Radio Guernsey — місцева радіостанція BBC, яка обслуговує бейлівік Гернсі.
Радіостанція мовить на FM, AM, DAB, цифровому телебаченні та через BBC Sounds зі студій на Булвер Авеню в Сент-Семпсоні.
За даними RAJAR, щотижнева аудиторія радіостанції становить 13 000 слухачів, а її частка — 10,5% станом на вересень 2023 року.

## Огляд
BBC Radio Guernsey виросла з невеликої радіостанції, що працювала неповний робочий день на початку 1980-х років, у повноцінного тримедійного мовника, що надає послуги радіо, онлайн-мовлення та телебачення місцевого виробництва. Щотижня станція транслює 40 годин місцевих програм — від новин і поточних подій до музики та розмов.
Як і інші підприємства BBC на Гернсі, фінансування здійснюється переважно внаслідок ліцензійних зборів, що збираються на самому Гернсі.
Останніми роками місцеве мовлення скоротилося до восьми годин по буднях, що збігається зі збільшенням регіональних програм, які транслюються спільно з сестринською станцією BBC Radio Jersey.
На додаток до своїх FM- і AM-частот, станція також мовить на Freeview TV каналі 721 і транслює онлайн через BBC Sounds. Мовлення в DAB розпочалося 1 серпня 2021 року із запуском мультиплекса DAB на Нормандських островах, на якому BBC Radio Jersey також транслює, разом із BBC Radio Guernsey Extra, неповний потік, що містить контент станції в АМ-діапазоні (головним чином, парламентські репортажі), а також аналогічний контент Radio Jersey. Ці станції стали першими станціями BBC, які почали використовувати стандарт DAB+ — на момент запуску всі станції Національного мультиплекса BBC DAB та всі інші місцеві радіостанції BBC на материковій частині Великої Британії використовували попередній формат DAB.